# 克灵河畔明希韦勒
克灵河畔明希韦勒是德国莱茵兰-普法尔茨州的一个市镇。总面积2.14平方公里，总人口204人，其中男性110人，女性94人（2011年12月31日），人口密度95人/平方公里。